# Meitantei Conan - Zekkai no private eye
Meitantei Conan - Zekkai no private eye (名探偵コナン 絶海の探偵（プライベート・アイ）?, Meitantei Konan - Zekkai no puraibēto ai, lett. "Detective Conan - L'investigatore privato nel mare distante"), conosciuto anche con il titolo internazionale Detective Conan: Private Eye in the Distant Sea, è un film d'animazione del 2013 diretto da Kōbun Shizuno.
Si tratta del diciassettesimo film della serie anime Detective Conan, uscito in Giappone il 20 aprile 2013.

## Trama
Il cacciatorpediniere "Hotaka" (distintivo ottico 170), classe Atago, in servizio con la Forza marittima di autodifesa del Giappone ed equipaggiato con il moderno sistema Aegis, salpa dal porto orientale della baia di Maizuru, nella prefettura di Kyoto, per un'uscita dimostrativa in mare a favore di civili. Durante la sortita viene ripescato un braccio sinistro mozzato che pare appartenere a un giovane tenente di vascello della marina.
Fra i civili a bordo ad assistere all'esercitazione militare, ci sono anche Conan, Ran, Kogoro, Sonoko e i Detective Boys, mentre Ai ha accompagnato Agasa a Osaka per aiutarlo a concludere bene un incontro di lavoro. I bambini hanno vinto alla lotteria i biglietti per salire sul cacciatorpediniere. Ran e Sonoko sono le loro accompagnatrici, ma siccome ogni gruppo deve includere almeno un membro al di sopra dei 18 anni, e gli studenti liceali non contano, solo Kogoro è il vero accompagnatore.
Conan deve affrontare una spia straniera chiamata "X", infiltrata anche lei sulla nave militare come civile per trafugare informazioni segrete della difesa giapponese, e si fa aiutare nelle indagini da Heiji. Nel frattempo, dopo aver combattuto corpo a corpo contro la spia ed essendo stata sopraffatta, Ran cade in mare rischiando di morire annegata o per ipotermia, ma fortunosamente i soccorritori riescono a trovarla appena in tempo.

## Colonna sonora
La sigla finale è One More Time (ワンモアタイム?, Wan Moa Taimu, lett. "Ancora una volta"), di Kazuyoshi Saitō.

## Distribuzione

### Edizioni home video
In Giappone il film è stato pubblicato da Being in DVD e Blu-ray Disc, entrambi usciti il 7 novembre 2013. Sia in DVD che in Blu-ray Disc il film è stato pubblicato in due versioni: una Standard Edition (スタンダード・エディション?, Sutandādo Edishon) a disco singolo e un'edizione limitata in due dischi detta Special Edition (スペシャル・エディション?, Supesharu Edishon). Il secondo disco dell'edizione in Blu-ray Disc è comunque un DVD.

## Accoglienza

### Incassi
Il film ha incassato 3 miliardi e 630 milioni di yen, classificandosi al quarto posto fra i film giapponesi e al settimo in assoluto per incasso in Giappone nel 2013. È il film di Detective Conan con l'incasso maggiore della storia se si esclude il crossover Lupin Terzo vs Detective Conan. La miglior posizione nella classifica annuale dei film giapponesi appartiene però al sesto film, secondo nel 2002.

## Versione a fumetti
Con i fotogrammi del film è stato prodotto un anime comic in due volumi dal titolo Gekijōban anime comic - Meitantei Conan - Zekkai no private eye (劇場版アニメコミック 名探偵コナン 絶海の探偵（プライベート・アイ）?, Gekijōban anime komikku - Meitantei Konan - Zekkai no puraibēto ai, "Detective Conan - L'investigatore privato nel distante mare - Anime comic del film"). Sia la "prima parte" (上?, jō, ISBN 978-4-09-124537-3) che la "seconda parte" (下?, ge, ISBN 978-4-09-124538-0) sono state pubblicate da Shogakukan il 18 novembre 2013. Questa è la prima volta che le due parti dell'anime comic tratto da un film di Detective Conan escono lo stesso giorno.

## Equipaggio della nave
- Yukio Tateishi: capitano di vascello (等海佐?, Ittō-kaisa) della Forza marittima di autodifesa, comandante (Kanchō?, 艦長).
- Nanami Fujii: capitano di vascello della Forza marittima di autodifesa, membro del Comando informazioni e sicurezza (Jieitai-jōhō-hozentai?, 自衛隊情報保全隊) alle dipendenze del Ministero della difesa, unica militare donna.
- Fumitada Inoue: capitano di corvetta (三等海佐?, Santō-kaisa) della Forza marittima di autodifesa, ufficiale di rotta.
- Makoto Sekiguchi: tenente di vascello (一等海尉?, Ittō-kai-i) del Dipartimento di polizia della Forza marittima di autodifesa (Kaijōjieitai keimu-tai?, 海上自衛隊警務隊), ovvero della Polizia militare (MP) (Keimu?, 警務), di Wakasa.
- Yōsuke Sasaura: tenente di vascello della Forza marittima di autodifesa e direttore del comando informazioni e sicurezza della base delle Forze di autodifesa stanziate a Wakasa.
- Masaaki Kurata: aggregato al Dipartimento di sicurezza della guardia costiera di Wakasa, in sottordine a Munekawa, con il grado militare di guardiamarina (三等海上保安正?, San tō kaijō hoan tadashi, lett. "ufficiale di 3º rango della guardia costiera"), il quarto più alto nella scala gerarchica.
- Tsutomu Munekawa: membro della sezione affari criminali della guardia costiera di Wakasa, ufficiale superiore di Kurata, con il grado militare di capitano di vascello (一等海上保安正?, Ittōkaijōhoansei) o capitano di fregata (三等海上保安監?, Santōkaijōhoanjiān).
- Jūgo Sakuma: capitano di corvetta della Forza marittima di autodifesa, ufficiale direttore del tiro.
- Masashi Notzubara: guardiamarina (三等海尉?, Santō-Kai-i) della Forza marittima di autodifesa, addetto alle comunicazioni della centrale operativa di combattimento.
- Yamato Kishi: sottotenente di vascello (二等海尉?, Nitō-Kai-i) della Forza marittima di autodifesa, addetto alle comunicazioni della centrale operativa di combattimento.
- Hajime Maruyama: sottotenente di vascello della Forza marittima di autodifesa, addetto alle comunicazioni della centrale operativa di combattimento.
- Akira Matoba: guardiamarina della Forza marittima di autodifesa, operatore della centrale operativa di combattimento.
- Yūsaku Ajitani: guardiamarina della Forza marittima di autodifesa, operatore della centrale operativa di combattimento.
- Munenori Hata: guardiamarina della Forza marittima di autodifesa, operatore della centrale operativa di combattimento.
- Yūji Abiko: guardiamarina della Forza marittima di autodifesa, guardia di sicurezza.
- Hayato Watanabe: guardiamarina della Forza marittima di autodifesa, guardia di sicurezza.
- Keita Sawamura: sergente della Forza marittima di autodifesa, tecnico di macchina.
- Vice-capitano: capitano di fregata (二等海佐?, Nitō-kaisa) della Forza marittima di autodifesa, comandante in 2ª.